# ...Est notte funda e mi paret die
Est notte funda e mi paret die (in italiano: È notte fonda e mi sembra giorno) è un album del Tenore Santa Lulla de Orune, pubblicato nel 2011 dalla Gente Nuova, è una raccola di canti sardi a tenore è una raccola di canti tradizionali sardi in logudorese, in particolare di canto a tenore. 

## Tracce
Tutti gli arrangiamenti sono del Tenore Santa Lulla de Orune
1. Boche Longa (Renas E Montes)
2. Corfos (Apo Sognadu) -
3. Ballu Seriu (A Tinn'Ammentas, Rundine?) - 2:54 trad.
4. Ballu Lestru (Su Cane Brancaleone) - 3:40 trad.
5. Muttos - 3:13, (mutu)
6. Sa Lizzera (Sos ojos mios) - 2:40
7. Sa crapola - 3:53 , trad.
8. Boche e notte (Su tzecu naschidu) - 4:24
9. Passu Torradu (A Unu Dottoreddu Mancatu) - 2:53, trad.
10. Ballu Tunnu (A Unu Dottoreddu Mancatu) - 2:22, trad.